# Transplants
Transplants est un groupe de punk rock et rap rock américain. Il est formé en 1999 pendant une tournée entre Tim Armstrong (Rancid, Operation Ivy) et Rob Aston.

## Biographie

### Débuts et première pause (1999–2005)
Le groupe est formé en 1999 lorsque Tim Armstrong, leader de Rancid, fait écouter à son ami et fidèle technicien de tournées, Rob Aston, des morceaux qu'il avait créé en utilisant le programme de musique Pro Tools. À cette occasion, Tim demandera à Rob s'il voulait se charger d'écrire des paroles. Au départ, Tim jouait de tous les instruments lui-même, mais lorsque le projet prit de l'ampleur, il invite des amis musiciens, Matt Freeman et Lars Frederiksen de Rancid, ainsi que Vic Ruggiero de The Slackers à contribuer au projet. Puis, Tim et Rob décident de former officiellement un groupe et demandent en 2002, à Travis Barker de blink-182 de les rejoindre en tant que batteur. À l'origine, Tim voulait tirer son inspiration musicale de la scène speed garage de Londres en travaillant avec des loops et des samples.
Après deux ans d'enregistrement, ils sortent leur premier album Transplants sur Hellcat Records en octobre 2002. À la fin, l'album fut entièrement enregistré et mixé dans le sous-sol de Tim. De plus, il contient l'apparition spéciale, comme vocalistes de Eric Ozenne (Nerve Agents), Davey Havok (AFI), Danny Diablo, Lars Frederiksen (Rancid) et Brody Dalle (The Distillers, ex-femme de Tim). Brody chante dans Weigh on My Mind, que Tim décrit d'ailleurs comme « leur chanson ». Les singles, Diamonds and Guns et D.J. D.J., deviennent rapidement des préférés sur MTV et propulsent le groupe vers un très grand succès commercial. La chanson Diamonds and Guns et son air de piano accrocheur, joué par le coproducteur Dave Carlock, attire de nouveaux fans lorsqu'elle a été utilisée pour une publicité de shampooing Garnier Fructis. Leur succès s'est encore concrétisé lorsqu'ils firent une tournée avec les Foo Fighters. 
Le groupe se sépare une première fois en 2003 (chaque membre voulant se concentrer sur leurs projets respectifs), et se reforme l'année suivante. Le deuxième album des Transplants, Haunted Cities, est sorti en juin 2005. 

### Deuxième pause (2006–2010)
Le groupe se sépare une nouvelle fois en 2006. L'annonce de la séparation est effectuée en janvier 2006. Rob et Travis fondent le projet rap Expensive Taste, accompagnés du rappeur Paul Wall.
En janvier 2010, Travis Barker annonce sur son Twitter que Transplants fera de la nouvelle musique cette année, le groupe se reforme donc après cinq ans de séparation. Le 19 juin de la même année, un remix de la chanson It's All Over est mis en ligne, remixé par le groupe horrorcore Insane Clown Posse (avec voix additionnelles de Rob et Tim, guitares de Tim et batterie de Travis).

### Deuxième réunion (depuis 2011)
Le 30 juin 2011 sort sur YouTube le clip de la chanson Saturday Night en collaboration avec Slash. Le 16 décembre 2011, Aston poste une photo révélant l'arrivée de Kevin « Sweatshop » Bivona au sein du groupe. En début d'année 2012, Transplants annonce que leur prochain album est enregistré et prêt à être mixé en studio. Cependant, le groupe ne dévoile aucune date de sortie et aucune nouvelle pour celui-ci durant toute l'année. Transplants sortira malgré tout de sa période de 8 ans de pause pour donner un concert avec le rappeur Yelawolf, le 13 février 2012, en Californie. Ils s'autorisent même à jouer un nouveau morceau live, War Zone, ce qui sera la seule confirmation qu'un album est bien prêt à sortir pour les mois à venir. Le nouvel album est constamment repoussé, en 2012 les membres du groupe sont attachés à plusieurs projets. 
Tim Armstrong part en tournée mondiale avec Rancid, Skinhead Rob joue avec son nouveau groupe de crust Death March, tandis que Travis Barker enregistre un nouvel EP avec Blink 182 et sort un album rap/hip-hop avec Yelawolf en décembre. Le 5 janvier 2013, le groupe annonce sur son Facebook que le nouvel album sortira bien en mai prochain, avec une tournée juste après. Au début d'avril 2013, Transplants sort en téléchargement gratuit les singles In a Warzone et Come Around, ainsi que la reprise du nouvel album. L'album In a Warzone sort le 25 juin 2013 et met fin à huit ans d'attente d'une suite à Haunted Cities. Transplants tourne également aux États-Unis avec Rancid les mois de juin et juillet afin d'y défendre l'album. Au début de 2014, Transplants annoncent sur Facebook son arrivée en studio avec l'ambition de sortir de nouvelles chansons. 

## Style musical
Le style musical des Transplants est un mélange de hip-hop, reggae, drum 'n' bass, dub, et de punk rock, mais cet assortiment n'est pas mélangé en même temps dans toutes les chansons. Bien que tous ces styles musicaux se retrouvent dans cet album, le punk et le rap dominent, les autres genres étant ajoutés en suppléments. Quant aux textes, Rob Aston décrit leurs chansons comme abordant des sujets comme le meurtre (Quick Death) jusqu'à l'amitié brisée (We Trusted You), en passant par l'amour (Sad But True). 

## Membres

### Membres actuels
- Tim Armstrong - guitare, chant
- Rob Aston alias Skinhead Rob - chant
- Travis Barker (Blink-182, +44) - batterie, percussions

### Membres de tournée
- Dave Carlock - synthétiseur, samples
- Craig Fairbaugh - guitare
- Matt Freeman - basse

## Discographie

### Albums studio
- 2002 : Transplants
- 2005 : Haunted Cities
- 2013 : In a Warzone
- 2017 : Take Cover

### Singles
- 2003 : Diamonds and Guns
- 2003 : D.J. D.J.
- 2005 : Gangsters and Thugs (Haunted Cities)